# Jan May

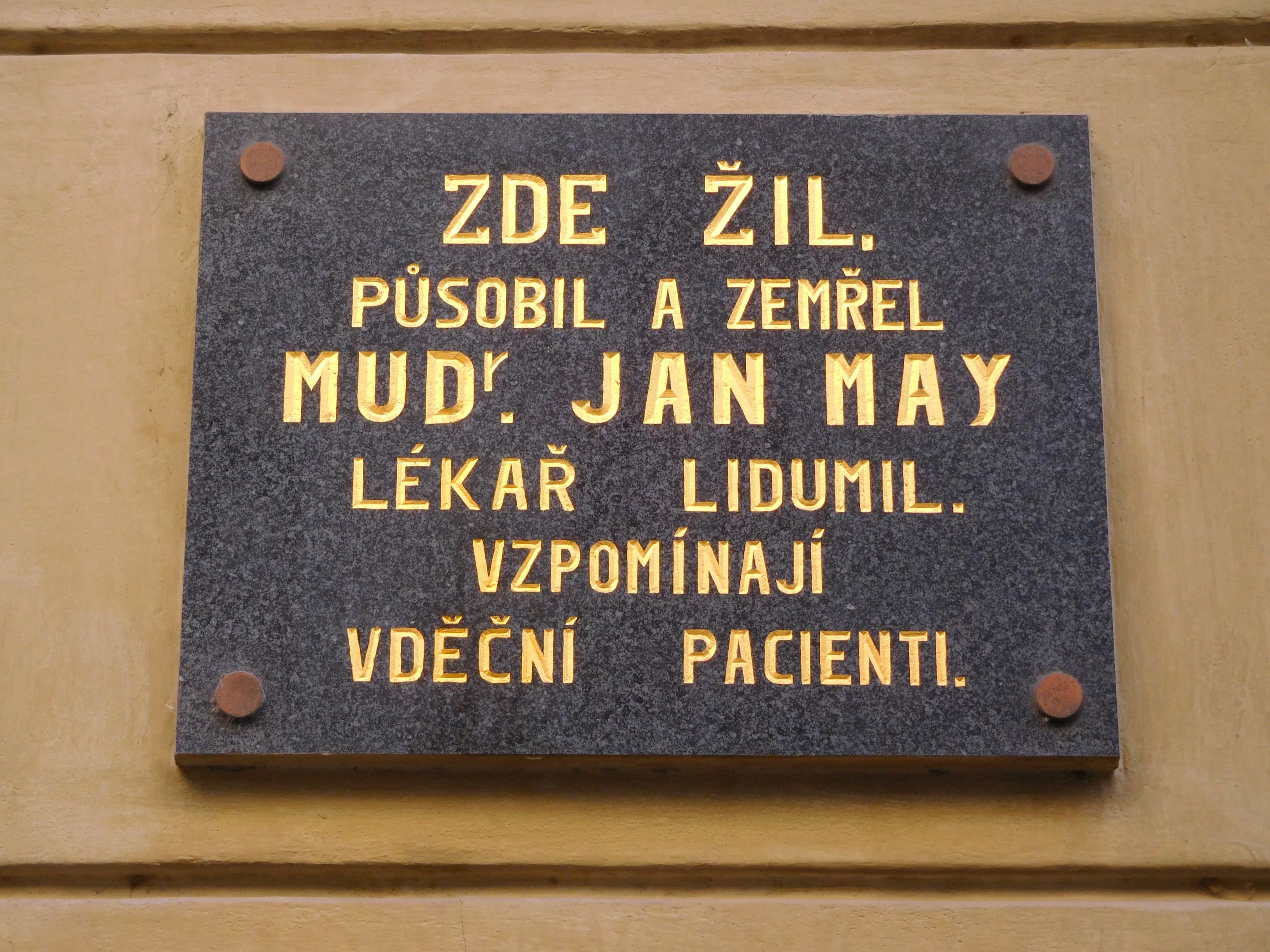
Pamětní deska v Mikulandské ulici v Praze

Jan May (25. října 1869 Turnov – 15. září 1931 Praha), byl český lékař a politik. V letech 1906–1910 zastával funkci starosty někdejšího města Mariánské Hory, dnešní součásti Ostravy. Byl také zakladatelem lázní v Čeladné.

## Životopis
Byl synem turnovského velkoobchodníka. Vystudoval gymnázium v Mladé Boleslavi a Novém Bydžově, poté Českou fakultu lékařskou Karlo-Ferdinandovy univerzity v Praze (promoval v roce 1894). V roce 1895 se oženil s Boženou Müllerovou. Lékařskou praxi začal vykonávat o rok později jako lékař Bratrské pokladny hornické v Mariánských Horách u dolu Ignát. V roce 1897 získal v tehdejší Čertově Lhotce domovské právo a zapojil se do obecního života jako zastupitel. Roku 1900 se stal předsedou nově založeného Spolku pro výstavbu kostela Panny Marie. V roce 1902 se stal předsedou místní školské rady. V témže roce koupil na úpatí Ondřejníka jednopatrový nově postavený hotel Skalka, kde chtěl vybudovat lázně pro ostravské horníky. Jako lázeňského lékaře a spoluvlastníka přibral svého švagra MUDr. Bohumila Müllera.
Od roku 2000 jsou Mayovy lázně Skalka (pojmenované podle vrcholu Skalka v masivu Ondřejníku) zpět v soukromých rukách a nesou název Beskydské rehabilitační centrum Čeladná. Božena Mayová založila v Mariánských Horách Dobročinný spolek paní a dívek a aktivně i se svým mužem cvičila v Sokolu.
Ostravské působení obou manželů tragicky ukončila smrt jejich syna Ondřeje, který podlehl spále. Mayovi se proto ještě před koncem volebního období odstěhovali do Prahy. Zde se doktor May věnoval zejména léčbě plicních chorob, tuberkulózy a rakoviny. Zemřel v Praze roku 1931. O jeho oblibě svědčí např. pamětní deska v pražské Mikulandské ulici, kterou jeho potomci vytvořili, aby po něm zbyl alespoň nějaký odkaz. Také mu vytvořili kamenný pomníček v lázních Skalka na Čeladné či ostravská ulice Dr. Maye.